# Листопад 2002
Листопад 2002 — одинадцятий місяць 2002 року, що розпочався в п'ятницю 1 листопада та закінчився в суботу 30 листопада.

## Події
- 5 листопада — ізраїльський прем'єр-міністр Аріель Шарон розпустив парламент і оголосив про вибори на початку наступного року.
- 23 листопада — у Нідерландах Волкерт ван дер Грааф зізнався у вбивстві Піма Фортейна.